# Nikołajewka (rejon warnieński)
Nikołajewka (ros. Николаевка) – wieś (sieło) w Rosji, w obwodzie czelabińskim, w rejonie warnieńskim. W 2010 liczyła 859 mieszkańców.